# Erőszakos múlt
Az Erőszakos múlt (eredeti cím: A History of Violence)  2005-ben bemutatott dráma, thriller. Rendező David Cronenberg. A forgatókönyv John Wagner és Vince Locke A History of Violence című képregényén alapszik.

## Cselekménye
Milbrook utcáin, valahol Észak-Amerika középső részén éli egyszerű, boldog családi életét Tom Stall feleségével és két gyermekével. Tom barátságos kisvendéglőjében tulajdonosként maga is a pult mögött méri a kávét, vendégei és munkatársai megbecsülésétől övezve. Ám két gonosztevő érkezik Tom vendéglőjébe, nyilvánvaló aljas szándékkal, csakhogy Tom profi módon lelövi a két bűnözőt az egyikük fegyverével, amikor azok az egyik női alkalmazottal erőszakoskodni akarnak, miközben a másik fegyvert szegez Tom fejének. Tomot kisvárosi hősként ünnepli a média, azonban hőstette nemcsak a tévéállomások figyelmét kelti föl. Feltűnik egy titokzatos és fenyegető fekete autó, benne három idegen. A Carl Fogarty névre hallgató férfi (akinek bal szeme csúnyán megsérült) azért jött a városba, mert meg van győződve arról, hogy Tom nem az, akinek vallja magát, hanem olyasvalaki, aki a múltban tönkretette őt.
Először 4-5 éves kislányukat majdnem elrabolják, majd amikor a fiát foglyul ejtik, azt követelik, hogy Tom (akit Joey-nak szólít az idegen) menjen velük. Amikor kényszeríteni akarják Tomot, hogy szálljon be a kocsiba a fiáért cserébe, Tom leüti az egyik támadót, a másikat lelövi az első fegyverével. Amikor a sérült szemű idegen őt akarja lelőni, Tom fia közbelép és a puskájukkal lelövi.
A helyi seriff ki akarja kérdezni Tomot a múltjáról, de ő ragaszkodik a saját verziójához, ti., hogy összetévesztik valakivel. A felesége azonban gyanakodni kezd, bár a rendőr előtt támogatja, amit Tom állít.
Nem sokkal később Tomot felhívja Richie, a maffiafőnök, aki valójában a bátyja, csak hosszú évekkel ezelőtt Tom megszakította vele a kapcsolatot. Tizenhat órás vezetés után érkezik meg a kastélyba, ahol a bátyja lakik. Richie úgy gondolja, hogy Tom (illetve valójában Joey) sok gondot okozott neki, egyrészt mert megölte az embereit, másrészt mert ezzel akadályozta az előmenetelét a maffia ranglétráján. Ezért meg akarja öletni Joey-t ott a helyszínen. Amikor egyik testőre fojtogatni kezdi Joey-t egy fémhúrral, Joey fejbe rúgja a fickót, a másik kettőt lelövi. Bátyja hiába lövöldöz utána, nem találja el. A maradék egy emberét utána küldi. Joey azzal is végez, majd a bátyját fejbe lövi.
Otthon, a családja körében fagyos hangulat fogadja a vacsoraasztalnál.

## Szereplők
| Szereplő                            | Színész         | Magyar hang      |
| ----------------------------------- | --------------- | ---------------- |
| Tom Stall / Joey Cusack             | Viggo Mortensen | László Zsolt     |
| Edie Stall, a felesége              | Maria Bello     | Fullajtár Andrea |
| Carl Fogerty, a sérült szemű idegen | Ed Harris       | Epres Attila     |
| Richie Cusack, Tom bátyja           | William Hurt    | Végvári Tamás    |
| Sam Carney seriff                   | Peter MacNeill  | Kristóf Tibor    |

## Díjak és jelölések
- Oscar-díj (2006)
  - jelölés – legjobb adaptált forgatókönyv (Josh Olson)
  - jelölés – legjobb férfi mellékszereplő (William Hurt)
- BAFTA-díj (2006)
  - jelölés – legjobb adaptált forgatókönyv (Josh Olson)
- Mystery Writers of America Edgar Awards (2006)
  - jelölés – legjobb forgatókönyv (Josh Olson)
- USC Scripter Awards (2006)
  - jelölés – A History of Violence, John Wagner és Vince Locke, írók, és Josh Olson, forgatókönyvíró
- Cannes-i fesztivál (2005)
  - jelölés – Arany Pálma
- Hollywood Legacy Awards (2006)
  - díj – az év írása (Josh Olson)
- Dallas-Fort Worth-i filmkritikusok díja (2006)
  - Top 10 Filmek
- Golden Globe-díj (2006)
  - jelölés – legjobb filmdráma
  - jelölés – legjobb női főszereplő (filmdráma) (Maria Bello)
- Gotham Awards (2005)
  - jelölés – legjobb film Film (David Cronenberg)
- Los Angeles-i filmkritikusok díja (2005)
  - Runner-up – legjobb film
  - Runner-up – legjobb rendező (David Cronenberg)
  - díj – legjobb férfi mellékszereplő (William Hurt)
- New York-i filmkritikusok díja  (2006)
  - díj – NYFCC-díj a legjobb férfi mellékszereplőnek (William Hurt)
  - díj – NYFCC-díj a legjobb női mellékszereplőnek (Maria Bello)
- Satellite Award  (2005)
  - jelölés – legjobb film, dráma
  - jelölés – legjobb színész, dráma (Viggo Mortensen)
  - jelölés – legjobb színésznő, dráma (Maria Bello)
- Torontói filmkritikusok díja  (2006)
  - díj – legjobb film
  - díj – legjobb rendező (David Cronenberg)
  - díj – legjobb kanadai film
- Bodil Award – a dán filmkritikusok díja  (2006)
  - díj – legjobb amerikai film